# Individualverkehr

Das P + R-Schild als Hinweis auf einen Übergang zwischen Individual- und öffentlichem Personennahverkehr

Der Individualverkehr (IV) ist im Verkehrswesen der Personenverkehr, bei dem Personen selbst über Fortbewegungsmittel verfügen (englisch private transport) oder zu Fuß gehen, um eine Ortsveränderung herbeizuführen. Dadurch können sie im Wesentlichen frei über Zeiten und Verkehrswege entscheiden (englisch choice rider). Gegensatz ist der öffentliche Verkehr.

## Definitionen und Unterteilungen
Der Individualverkehr ist eine Verkehrsart, bei der die Verkehrsmittel nur von einer Person oder einem vorher beschränkten Personenkreis eingesetzt werden und diese Personen im Hinblick auf Fahrtzeit, Fahrweg und Reiseziel freier Entscheidung unterliegen. Individualverkehr wird, außer beim Fußverkehr, mit privaten Fahrzeugen durchgeführt. Sein Gegenstück ist darin der öffentliche Verkehr mit kollektiv genutzten Verkehrsmitteln. Dazwischen lassen sich viele teilindividuelle Verkehrsdienstleistungen wie Fahrradverleihsysteme, Taxen oder Fahrgemeinschaften einordnen. Die deutsche Forschungsgesellschaft für Straßen- und Verkehrswesen definiert Individualverkehr als Personenverkehr zu Fuß oder mit Verkehrsmitteln, die nicht von der allgemeinen Öffentlichkeit genutzt werden können.
Im Straßenverkehr unterscheidet man den nichtmotorisierten vom motorisierten Individualverkehr.

## Motorisierter Individualverkehr
Kraftfahrzeuge zur individuellen Nutzung wie Pkw und Krafträder (Zweiräder, die zu 100 % durch Motorleistung fahren wie Motorräder, Motorroller, Mopeds und Mofas) werden als „motorisierter Individualverkehr“ (MIV) bezeichnet. Maßgebend ist die Nutzung des individuellen Personentransports, so gehören auch Mietfahrzeuge, Carsharing und Taxis zum MIV. Auch Quads und Trikes zählen zum motorisierten Individualverkehr. E-Bikes, die über einen Antrieb verfügen, der bei einer Geschwindigkeit von mehr als 25 km/h wirkt, die Anfahrhilfe bei einer Geschwindigkeit über 6 km/h wirkt bzw. das Fahren ohne die Betätigung der Pedale möglich ist, gelten als Klein- bzw. Leichtkraftrad und zählen damit zum motorisierten Individualverkehr und sind versicherungskennzeichenpflichtig. Der MIV gewann seine Bedeutung im Zuge der Massenmotorisierung.

### Geschichte
Im Jahr 1955 wurden 50 % der Verkehrsleistung in Westdeutschland durch Pkw, Motorrad und Moped erbracht. Gleichzeitig ging der Anteil des öffentlichen Verkehrs zurück. Mitte der 1960er Jahre machten Stadtentwicklungs- und Umweltexperten auf negative Auswirkungen des MIV aufmerksam. Die deutsche Politik ließ Gutachten zum Thema erstellen. Nach der ersten Ölkrise 1973 wurden Maßnahmen ergriffen; diese wurden jedoch bald wieder rückgängig gemacht.
In West- und Ostdeutschland entwickelte sich der MIV unterschiedlich. Die Regierung der DDR fasste den PKW erst 1954 als Konsumgut auf; zuvor strebte man einen Ausbau des ÖPNV an. 1960 gab es im Westen bereits 78 Pkw pro 1000 Einwohner und in Ostdeutschland 32 pro 1000 Einwohner. Ende der 1980er Jahre war dieser Rückstand annähernd aufgeholt, so gab es 1989 in der DDR 550, in der Bundesrepublik 610 PKW pro 1000 Haushalte. Zu beachten ist jedoch, dass die damaligen PKW der DDR technologisch rückständig waren. Auch war das Verkehrsaufkommen bedeutend geringer, weil die Jahreslaufleistung eines PKW in der DDR mit durchschnittlich 9300 km/Jahr geringer war als in der Bundesrepublik. Dies hing unter anderem mit dem sehr preisgünstigen ÖPNV-Angebot in der DDR und mit Ersatzteilmangel für PKW zusammen.
Motorräder, die als Transportmittel in der Bundesrepublik Deutschland bereits seit Ende der 1950er Jahre bedeutungslos waren, wurden in der DDR häufiger benutzt. Ab 1975 gab es auch in Ostdeutschland mehr Pkw als Motorräder.

### Auswirkungen und Probleme
Der MIV hat neben seinem Nutzen auch negative Wirkungen auf die Umwelt, da er pro beförderter Person mehr Verkehr, eine höhere Umweltbelastung, einen deutlich höheren Flächenverbrauch (sowohl im ruhenden als auch im fließenden Verkehr) und damit höhere externe Kosten als der Öffentliche Verkehr oder der nicht motorisierte Individualverkehr verursacht. Er ist daher Angriffspunkt vieler Umweltinitiativen, die sich für eine Mobilitätswende und eine Sanfte Mobilität einsetzen. Ferner wird durch MIV die Lebensqualität vor allem in Städten durch Platzbedarf, Lärm, Luftverschmutzung und Unfallgefahr erheblich beeinträchtigt. Negative Wirkungen auf die Verkehrssicherheit treten auf, wenn die Verkehrsdichte den für den jeweiligen zur Verfügung stehenden Raum kritischen Schwellenwert überschreitet und es durch Überlastung zur Verringerung des Verkehrsflusses kommt. Durch den Straßenausbau kann es zur weiteren Verschärfung des Problems und Flächennutzungskonflikten kommen (Braess-Paradoxon). Dies ist in Ballungsgebieten der Regelfall. Hinzu kommt, dass der eigene PKW als Statussymbol vor allem seit Verbreitung des Internets und mobiler Kommunikationsgeräte an Bedeutung verliert. All das lässt erwarten, dass der klassische MIV mit eigenem Privatfahrzeug langfristig durch andere Mobilitätsformen verdrängt werden wird. Seit den 1990er Jahren ist eine starke Zunahme des Carsharings und der Autovermietung zu beobachten.
Laut einer Umfrage der Stiftung für Zukunftsfragen, die vom Tabakhersteller British American Tobacco finanziert wird, aus dem Jahr 2022 stimmen etwa 42 % der Gesamtbevölkerung in Deutschland der Aussage zu, dass Autos für sie nicht mehr den gleichen Stellenwert haben wie noch vor ein paar Jahren. Der Stellenwert des eigenen PKW ist dabei auf dem Land signifikant höher, als in Großstädten.
Dennoch fahren viele Deutsche – allen Problemen, Staus und hohen Treibstoffkosten zum Trotz – noch am liebsten mit dem eigenen Wagen zur Arbeit. Eine weitere Studie der Stiftung für Zukunftsfragen zeigt dies deutlich am Beispiel des Arbeitsweges. Von 100 Arbeitnehmern fahren demnach 53 mit dem eigenen Automobil, 16 nutzen den öffentlichen Personennahverkehr, 14 gehen zu Fuß, 10 nehmen das Fahrrad, 4 nutzen eine Mitfahrgelegenheit und 2 erreichen ihre Arbeitsstelle mit dem Zug.
Nach einer auf Schweizer Daten beruhenden Studie wirkt sich die Abschaffung des privaten Pkw noch drei Jahre danach positiv auf das subjektive Wohlbefinden des jeweiligen Haushalts aus. Bedingung ist, dass die Entscheidung nicht aufgrund finanzieller Schwierigkeiten, sondern Eigenmotivation (bspw. Gesundheit, verringerte Mental Load, Umweltschutz, Generationengerechtigkeit) geschieht.

### Kosten

#### Kosten für den Verkehrsteilnehmer
- Fixkosten:
  - Fahrzeuganschaffung (Kaufpreis, Leasingrate, Schuldendienst)
  - fester Abstellplatz Fahrzeug (Carport, Garage, Parkhaus)
  - Versicherungsprämie
  - Kfz-Steuer
  - gesetzlich vorgeschriebene technische Überprüfung (TÜV, „Pickerl“);
- distanz-, orts- und zeitabhängige Kosten (variable Kosten):
  - Treibstoffkosten
  - Abnutzung (Reifen, Bremsen, Lager)
  - Reparaturen
  - Mautgebühren
  - Parkgebühren unterwegs
  - nicht von Versicherungen gedeckte, privat zu bezahlende Unfallfolgekosten.

#### Kosten für die Volkswirtschaft
- Straßenbaukosten, Straßenerhaltungskosten;

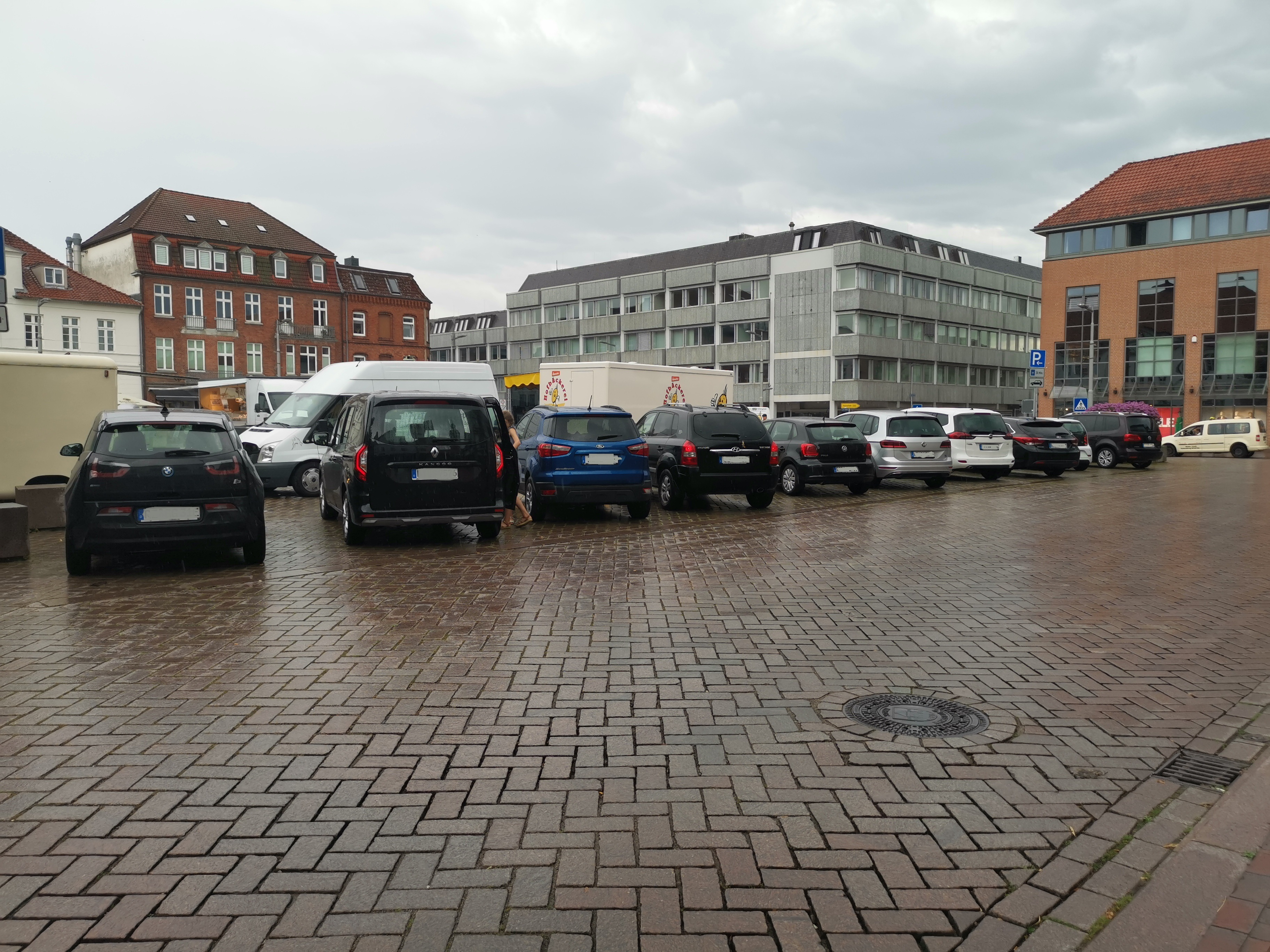
Individualverkehr prägt den Eindruck ganzer Städte – zentraler Platz in Ratzeburg.

- Individualverkehr prägt den Eindruck ganzer Städte – zentraler Platz in Ratzeburg.Folgekosten der Umweltverschmutzung durch den MIV;
- Flächenverbrauchskosten;
- Grundstücksnettoentwertungskosten (= Grundstückentwertung durch Straßenbau – Grundstückaufwertung durch Straßenbau);
- Einschränkung der Mobilität der nicht motorisierten Verkehrsteilnehmer oder der Nutzer öffentlicher Verkehrsmittel, wenn diese durch den MIV behindert oder eingeschränkt werden;
- Unfallfolgekosten (externe Kosten);
- Knappheitswert von Straßen und öffentlichen Parkplätzen (Staukosten, Parkplatzsuchzeitkosten (suchender Verkehr));
- Zeitkosten der Verkehrsteilnehmer[13]
- Lichtverschmutzung bei Dunkelheit vor allem in Ballungsräumen sowie entlang von Autobahnen und stark befahrenen Straßen.

Im städtischen Raum könnte die Kopplung von Linien-, Charter- und Rufbussen mit Tür-zu-Tür-Service 80 Prozent des Energiebedarfs des MIV einsparen, ohne Laufwege zu erhöhen.
Sind die volkswirtschaftlichen Kosten des MIV höher als die Summe der Teilnehmer am MIV als private Kosten zu tragen haben, dann spricht man von externen Kosten des MIV.

## Nichtmotorisierter Individualverkehr
Der nichtmotorisierte Individualverkehr (NMIV oder NMV) umfasst den Fußverkehr (auch mit dem Rollstuhl), den Radverkehr sowie einige Sonderformen. In der Schweiz spricht man auch von Langsamverkehr.
Einige Fahrzeuge und Fortbewegungsmittel werden auch zum NMIV gezählt, obwohl sie durchaus motorisiert sein können. Dazu zählen vor allem:
- „besondere Fortbewegungsmittel“ wie Inlineskates und Skateboards
- Pedelecs – Sie zählen gemäß der Straßenverkehrsordnung als Fahrrad, wenn der Hilfsmotor nur bis zu einer Geschwindigkeit von 25 km/h beschleunigt, das Treten der Pedale erforderlich ist und die Anfahrhilfe ohne Pedalantrieb nur bis 6 km/h wirkt.
- Elektrokleinstfahrzeuge wie E-Scooter, Segways etc.[15]

### Eigenschaften im Vergleich
Neben dem Nachteil, geringere Entfernungen zurücklegen zu können, weniger transportieren zu können und im Vergleich zum Pkw und den Öffentlichen Verkehrsmitteln stärker dem Wetter ausgesetzt zu sein, hat der NMIV aber auch deutliche Vorteile: Er verursacht keine Schadstoffemissionen und nahezu keine Lärmemissionen; der Energiebedarf beschränkt sich auf den körpereigenen Energieverbrauch und ist bezogen auf die zurückgelegte Entfernung beim Radfahren noch geringer als beim Zufußgehen, externe Energie wird nicht benötigt. Darüber hinaus ist der Flächenbedarf des NMIV deutlich geringer als der des Pkw- und des Öffentlichen Verkehrs. Deutlich geringerer Flächenbedarf, sowohl im ruhenden als auch im fließenden Verkehr und geringere technische Anforderungen an die Verkehrsanlagen bedingen in der Regel deutlich geringere Verkehrsinfrastrukturkosten für den NMIV und ermöglichen kürzere Wege. Auch die individuellen Kosten sind in der Regel geringer. Zudem ergeben sich positive Auswirkungen auf die individuelle Gesundheit durch die verstärkte körperliche Aktivität. Aus diesem Verkehrsmittelvergleich wird von verschiedenen Umweltinitiativen immer wieder die Forderung abgeleitet, dem NMIV in der Verkehrsplanung Vorrang gegenüber dem MIV einzuräumen.

## Verkehrsmarkt
Der Individualverkehr wird nur dann zum Verkehrsmarkt gerechnet, wenn Verkehrsteilnehmer beispielsweise nicht ihren eigenen Personenkraftwagen benutzen, sondern den einer Autovermietung. Sie und Fußgänger müssen sich also eines Verkehrsunternehmens bedienen, um Marktteilnehmer des Verkehrsmarktes zu werden. Individualverkehr ist daher wirtschaftlich die Eigenfertigung von Verkehrsleistungen, so dass auch der Werkverkehr nicht zum Verkehrsmarkt gehört. Trotzdem weist der Individualverkehr eine Substitutionskonkurrenz zu Verkehrsunternehmen auf, denn die Nutzung des eigenen Pkw ist aus Sicht der Autovermietung ein Substitutionsgut.